# Al-Biruni (månekrater)
Al-Biruni er et nedslagskrater på Månen, som ligger på Månens bagside lige bag dens østlige rand. Denne del af overfladen bliver af og til synlig fra Jorden på grund af Månens librationer, men på grund af kraterets placering ses det fra siden. Det er opkaldt efter den persiske polyhistor Al-Biruni (973-1048).
Navnet blev officielt tildelt af den Internationale Astronomiske Union (IAU) i 1970. 

## Omgivelser
Al-Biruni ligger syd for Joliotkrateret og nordøst for Goddardkrateret.

## Karakteristika
Randen af Al-Biruni danner en noget irregulær cirkel med en let udadgående bule i den nordøstlige væg og en noget bredere indre væg mod vest. Kraterbunden er relativt flad, med kun få og små kratere i overfladen. Det mest bemærkelsesværdige af disse er 'Al-Biruni C' nær den nordøstlige væg.

## Satellitkratere
De kratere, som kaldes satellitter, er små kratere beliggende i eller nær hovedkrateret. Deres dannelse er sædvanligvis sket uafhængigt af dette, men de får samme navn som hovedkrateret med tilføjelse af et stort bogstav. På kort over Månen er det en konvention at identificere dem ved at placere dette bogstav på den side af satellitkraterets midte, som ligger nærmest hovedkrateret. Al-Birunikrateret har følgende satellitkratere:
| Al-Biruni | Længde  | Bredde  | Diameter |
| --------- | ------- | ------- | -------- |
| C         | 18,4° N | 93,0° Ø | 9 km     |

## Måneatlas
- Billeder af Al-Birunikrateret i LPI-måneatlasset